# Byeongcheon-myeon
Byeongcheon-myeon (koreanska: 병천면) är en socken i Sydkorea. Den ligger i stadsdistriktet Dongnam-gu i staden Cheonan i provinsen Södra Chungcheong, i den centrala delen av landet, 90 km söder om huvudstaden Seoul.